# Open Roads
Open Roads é um jogo de aventura, mistério e suspense desenvolvido pela Open Roads Team e publicado pela Annapurna Interactive.   O jogo foi lançado para Nintendo Switch, PlayStation 4, PlayStation 5, Windows, Xbox One e Xbox Series X/S em 28 de março de 2024.
É estrelado por Keri Russell e Kaitlyn Dever nas vozes principais.  Open Roads recebeu críticas geralmente mistas dos críticos.

## Jogabilidade
Open Roads é principalmente um simulador de caminhada: o jogador, no papel de Tess, atravessa um ambiente no qual pode inspecionar objetos em seu ambiente. Certos objetos, quando observados, podem levar Tess a discutir o objeto com sua mãe, Opal - isso é feito com cenas desenhadas à mão, algumas conversas podem envolver uma árvore de diálogo onde o jogador deve escolher entre certas opções, que ocasionalmente alteram ligeiramente as conversas futuras. Áreas dos ambientes podem ser bloqueadas, exigindo que o jogador encontre outras formas de entrar nelas.

## Trama
Em 2003, Theresa "Tess" Devine (Kaitlyn Dever), de 16 anos, está ajudando sua mãe solteira Opal (Keri Russell) a limpar sua casa em Greenville, Michigan, depois que a mãe de Opal, Helen, faleceu e a casa foi vendida. Olhando pelo sótão, Tess encontra um compartimento escondido com uma mala contendo uma pequena chave e um cartão postal endereçado a Helen por um homem não identificado que insinua que Helen teve um caso depois que seu marido Leo morreu de ataque cardíaco, depois que Opal menciona que a família tem uma casa de verão, Tess teoriza que a chave abre algo ali e implora a Opal que a leve em uma viagem para investigar, Opala concorda relutantemente.  Durante a viagem, conversas revelam que conforme sua casa é vendida, Opal está lutando para montar um plano para que os dois encontrem um lar, e que ela nunca revelou detalhes de seu divórcio para Tess.
Na casa de verão abandonada, depois de encontrar várias pistas sobre a família, Tess e Opal usam a chave para abrir a velha escrivaninha de Helen e encontram um bilhete com um endereço no Canadá e uma mensagem que implica que o homem que escreveu o bilhete, Pierre, é na verdade o verdadeiro pai de Opala. Tess convence Opal a estender a viagem até o endereço canadense, e eles embarcam na próxima etapa da viagem, durante a qual Tess, que tem um bom relacionamento com o pai, irrita Opal, e ela revela que se divorciou do marido porque ele  anunciou que queria se mudar para Nevada para se tornar um jogador profissional de pôquer;  Tess, por sua vez, revela que já comprou passagens de avião para visitá-lo.
No Canadá, onde encontram uma casa flutuante abandonada, com sinais e notas sugerindo que Pierre estava se preparando para Helen se mudar para lá, trazendo Opal e sua irmã, e que Pierre possivelmente estava envolvido em uma série de roubos em Michigan. Encontrando uma chave de caixa de correio, Tess finalmente encontra uma carta devolvida que Pierre tentou enviar para um departamento de polícia de Michigan, não apenas admitindo seu envolvimento nos roubos, mas também confessando que ele é, na verdade, Leo, e que ele fingiu sua morte. Com o conhecimento de Helen - e escapou pela fronteira para preparar uma vida no Canadá para sua família, mas Helen ficou com medo no último minuto e ficou em Michigan, deixando-o desolado no barco. Tess teoriza que Pierre/Leo ainda pode estar vivo, mas Opal decide que eles fizeram tudo o que podiam e voltam para terminar a mudança, mas agradece a Tess por convencê-la a revelar a verdade.

## Desenvolvimento e lançamento
Open Roads foi anunciado em 10 de dezembro de 2020, no The Game Awards 2020, e está sendo criado pela mesma equipe de desenvolvimento por trás de Gone Home. O desenvolvimento de Open Roads começou originalmente sob a égide da Fullbright no entanto, em agosto de 2021, a Polygon publicou um relatório sobre o suposto comportamento tóxico do fundador Steve Gaynor, fazendo com que os membros da equipe saíssem. Em um boletim informativo da Fullbright enviado em maio de 2023, Gaynor anunciou que não estava mais trabalhando em Open Roads, e o desenvolvimento será creditado à equipe Open Roads no lançamento, enquanto Gaynor manterá o nome Fullbright para seus próprios projetos. O jogo foi inicialmente programado para lançamento para Microsoft Windows, Xbox One, Xbox Series X/S, Nintendo Switch, PlayStation 4, PlayStation 5 em 22 de fevereiro de 2024, mas foi adiado para 28 de março.

## Recepção
O jogo recebeu "avaliações mistas ou médias" de acordo com o site agregador de análises Metacritic..
CGMagazine dá uma nota 8 de 10 para uma jornada sincera e cativante que se tornou mais interessante por seus protagonistas mãe-filha com seus personagens cativantes e um genuíno senso de estilo.

## Referência
1. ↑  Beckhelling, Imogen (11 de dezembro de 2020). «Gone Home devs announce new adventure Open Roads». Rock Paper Shotgun (em inglês). Consultado em 11 de dezembro de 2020
2. ↑  Dornbush, Jonathon (11 de dezembro de 2020). «Gone Home Devs Announce New Game, Open Roads». IGN (em inglês). Consultado em 4 de maio de 2023
3. ↑  Beresford, Trilby (11 de dezembro de 2020). «Keri Russell, Kaitlyn Dever to Voice Lead Roles in New Game From Annapurna Interactive». Hollywood Reporter. Consultado em 11 de dezembro de 2020
4. ↑  Webster, Andrew (10 de dezembro de 2020). «Gone Home studio announces beautiful new adventure Open Roads». The Verge (em inglês). Consultado em 11 de dezembro de 2020
5. ↑  Carpenter, Nicole (4 de agosto de 2021). «How the founder's toxic culture tore apart Fullbright, the studio behind Gone Home». Polygon. Consultado em 4 de agosto de 2021
6. ↑  Gaynor, Steve (12 de maio de 2023). «The Fullbright Newsletter, Spring 2023». Fullbright Newsletter (em inglês). Consultado em 11 de maio de 2023
7. ↑  Carter, Justin (12 de maio de 2023). «Open Roads team rebrands to distance itself from Fullbright». Game Developer. Consultado em 12 de maio de 2023. Cópia arquivada em 12 de maio de 2023
8. ↑  Romano, Sal (6 de dezembro de 2023). «Open Roads adds Switch version, launches in February 2024». Gematsu (em inglês). Consultado em 20 de dezembro de 2023
9. ↑  MacDonald, Cheyenne (27 de janeiro de 2024). «Narrative game Open Roads has been delayed by a month». Engadget (em inglês). Consultado em 28 de janeiro de 2024
10. ↑  «Open Roads review - a pleasant road trip that doesn't go anywhere particularly memorable». Eurogamer.net (em inglês). 27 de março de 2024. Consultado em 6 de abril de 2024
11. ↑  published, Rachel Watts (27 de março de 2024). «Open Roads review: "A cozy, nostalgic road trip that can't quite get into gear"». gamesradar (em inglês). Consultado em 6 de abril de 2024
12. ↑  Mayberry, Callista (27 de março de 2024). «Review: Open Roads». Hardcore Gamer (em inglês). Consultado em 6 de abril de 2024
13. ↑  Thwaites, Sarah (27 de março de 2024). «Open Roads Review». IGN (em inglês). Consultado em 6 de abril de 2024
14. ↑  Life, Nintendo (30 de março de 2024). «Review: Open Roads (Switch) - A Short, Evocative Trip Worth Taking». Nintendo Life (em inglês). Consultado em 6 de abril de 2024
15. ↑  published, Jon Bailes (27 de março de 2024). «Open Roads review». pcgamer (em inglês). Consultado em 6 de abril de 2024
16. ↑  Square, Push (27 de março de 2024). «Review: Open Roads (PS5) - Mother-Daughter Road Trip Is a Leisurely Narrative Cruise». Push Square (em inglês). Consultado em 6 de abril de 2024
17. ↑  «PS5 Open Roads critic reviews». www.metacritic.com (em inglês). Consultado em 6 de abril de 2024
18. ↑  «PC Roads critic reviews». www.metacritic.com (em inglês). Consultado em 6 de abril de 2024
19. ↑  «Xbox Series X Open Roads critic reviews». www.metacritic.com (em inglês). Consultado em 6 de abril de 2024
20. ↑  «Open Roads». www.metacritic.com (em inglês). Consultado em 6 de abril de 2024
21. ↑  Biordi, Jordan (27 de março de 2024). «Open Roads (PC) Review - CGMagazine». www.cgmagonline.com (em inglês). Consultado em 6 de abril de 2024

## Ligações Externas
- Open Roads (site oficial da Annapurna Interactive)
- Open Roads. no IMDb.